# Emiliano Zapata 3ra. Sección
Emiliano Zapata 3ra. Sección är en ort i Mexiko.   Den ligger i kommunen Tenosique och delstaten Tabasco, i den sydöstra delen av landet, 900 km öster om huvudstaden Mexico City. Emiliano Zapata 3ra. Sección ligger 65 meter över havet och antalet invånare är 221.
Terrängen runt Emiliano Zapata 3ra. Sección är platt åt nordost, men åt sydväst är den kuperad. Terrängen runt Emiliano Zapata 3ra. Sección sluttar norrut. Runt Emiliano Zapata 3ra. Sección är det ganska glesbefolkat, med 26 invånare per kvadratkilometer. Närmaste större samhälle är Tenosique de Pino Suárez, 18,6 km nordväst om Emiliano Zapata 3ra. Sección. Trakten runt Emiliano Zapata 3ra. Sección består till största delen av jordbruksmark.